# Арнолд II фон Дист
Арнолд II фон Дист (на немски: Arnold II von Diest; † 1163) от род Дист е губернатор на Брабант.

## Произход
Той е син на Арнолд I фон Дист († 1136) и внук на Ото фон Дист († 1114 или 1115). Роднина е на Еверхард фон Дист († 5 април 1301), епископ на Мюнстер (1275 – 1301), с младата линия на фамилията фон Куик, графовете на Ритберг и Зигфрид фон Вестербург († 7 април 1297), архиепископ на Кьолн (1275 – 1297). Шефовете на фамилията са дълго време бургграфове (вицекомтове) на Антверпен.

## Фамилия
Арнолд II фон Дист се жени за Хелвига ван Гримберген († сл. 1163) и ма децата:
- Арнолд III ван Дист († сл. 1193), женен ок. 1160 г. за Клеменция ван Весемаеле, има син:
  - Арнолд IV фон Дист († сл. 1230)
- Герхард фон Дист († сл. 1193), има двама сина:
  - Конрад фон Дист-Мюленарк († сл. 1216)
  - Лудвиг фон Дист-Зурлет (* ок. 1170)
- Мария ван Дист, омъжена за Гонтарус ван Гхоор-Корсварем-Берло († сл. 1177)